# Markersdorf-Haindorf
Markersdorf-Haindorf is een gemeente in de Oostenrijkse deelstaat Neder-Oostenrijk, gelegen in het district Sankt Pölten-Land (PL). De gemeente heeft ongeveer 1800 inwoners.

## Geografie
Markersdorf-Haindorf heeft een oppervlakte van 16,67 km². Het omvat de kadastrale gemeentes Haindorf, Knetzersdorf, Mannersdorf, Markersdorf an der Pielach, Mitterau, Mitterndorf, Nenndorf, Poppendorf, Winkel en Wultendorf. Het ligt in het noordoosten van Oostenrijk, ten westen van de hoofdstad Wenen en in de buurt van de deelstaathoofdstad Sankt Pölten.

## Verkeer
Markersdorf heeft een treinstation aan de Westbahn (de naam van het spoor tussen Salzburg en Wenen).

## Het wapen van Markersdorf-Haindorf
Het wapen van Markersdorf-Haindorf is een rood schild met een witte dwarsstreep. Rechts daarvan zijn een zwaard en een weegschaal afgebeeld en links daarvan drie groene bergen met op de linkerberg een kruis.

### De Ossenstraat
De witte dwarsstreep in het wapen symboliseert de Romeinse limes-weg tussen het Romeinse fort Arilape (het huidige Pöchlarn]) en de Romeinse stad Aelium Cetium (nu St. Pölten). De weg werd ook in de middeleeuwen gebruikt. Via de weg werd vee van Hongarije naar Opper-Beieren (Zuid-Beieren) of verder naar Venetië gedreven, waardoor de weg de naam "Ochsenstraße" (ossenstraat of ossenstraatweg) kreeg. In Markersdorf was daar een tolhuis voor, waar veedrijvers tol moesten betalen. De ossen aten onderweg immers een hoop gras en de weg moest onderhouden worden. De "Ochsenstraße" werd later de "Poststraße" (poststraat of poststraatweg). Tegenwoordig loopt hier de B1, die geasfalteerd is, maar de naam "Ochsenstraße" is nog steeds in gebruik. Eind 19-e eeuw werd het vee per trein vervoerd, in plaats van over de weg. Na de opsplitsing van Oostenrijk-Hongarije verdween deze handelsroute van vee uit Hongarije. 

### De Middeleeuwse Rechtbank
Er was in de middeleeuwen in Markersdorf een hoge rechtbank waar voor een groot gebied (middeleeuws) recht gesproken werd. Het was in de middeleeuwen de grootste rechtbank van Neder-Oostenrijk en de oudste rechtbank van Oostenrijk. De weegschaal en het zwaard, twee attributen van vrouwe Iustitia, herinneren nog aan die rechtbank. Wanneer de rechtbank precies ontstaan was is niet meer bekend. Het rechtsgebied strekte zich uit van Sankt Andrä im Hagetale tot de Erlauf en van Hollenburg tot Kirchberg an der Pielach. Vanaf de twaalfde eeuw werd het rechtsgebied geleidelijk aan kleiner. Men heeft aan kunnen tonen dat er in 1448, maar mogelijk ook al eerder, een gevangenis was. 
Markersdorf hoorde in de middeleeuwen bij de abdij van Göttweig. Dat wordt gesymboliseerd door het kruis op een berg, wat een variatie is van het wapen van Göttweig. Mogelijk werden de rechters door de abdij van Göttweig aangesteld.

## Geschiedenis

### Eerste vermelding van Markersdorf en Haindorf
Markersdorf wordt in 1108 voor het eerst vermeld in een officiële oorkonde. Haindorf voor het eerst in 1130.

### Overnachting Frans bataljon tijdens Napoleons veldtocht van 1805
Nadat Napoleon op 18 oktober 1805 bij Ulm een grote overwinning op het Oostenrijkse leger behaald had, besloot Napoleon met zijn troepen naar Wenen op te trekken. Op 9 november 1805 overnachtte een divisie van het Corsikaanse bataljon de "Fusilliers Corses" in de dorpjes Markersdorf, Haindorf, Groß Sirning en Haunoldstein. Op 10 november 1805 trok Napoleons leger verder naar St. Pölten, dat op 11 november 1805 ingenomen werd. Wenen volgde twee dagen later.

### Duits militair vliegveld tijdens WO II
Van 1939 tot april 1945 was er in Markersdorf een militair vliegveld van de Duitse Wehrmacht, regio St. Pölten. In 1937 had de Republiek Oostenrijk al een plan voor de aanleg van een vliegveld in Markersdorf en waren er metingen verricht. Na de Anschluss bij het toenmalige Duitse Rijk werd het plan weer opgepakt door de Duitse Wehrmacht. In juni 1938 werd begonnen met de bouw. Het vliegveld werd geopend door Hermann Göring, de Duitse minister van Luchtvaart. De oppervlakte van het vliegveld besloeg 640 hectare, waarvan 60 hectare bebouwd. Er waren o.a. vijf hangars en acht kazernes en een gebouw voor reparatiewerkzaamheden en er werden vliegtuigen geassembleerd. Ook was er een gebouw uitgerust met een keuken, een postkantoor en een bioscoop. Verder waren er stookhuizen voor de verwarming. Er landden vliegtuigen van elk Duits type. Er werden later ook zes woonblokken in het dorp Markersdorf zelf gebouwd, waar voornamelijk officieren woonden. 
Het vliegveld werd op 8 en 28 juli en 23 augustus 1944 door de geallieerden gebombardeerd, waarbij ook veel huizen in het dorp Markersdorf zware schade leden. Er was schade aan 90 % van de gebouwen. Voor de aftocht van de Duitse troepen werd een groot gedeelte van de gebouwen opgeblazen. Op 15 april 1945 werden de resterende gebouwen van het vliegveld door het Rode Leger opgeblazen.

## Aangrenzende gemeenten
| Aangrenzende gemeenten | Aangrenzende gemeenten | Aangrenzende gemeenten            | Aangrenzende gemeenten | Aangrenzende gemeenten |
| ---------------------- | ---------------------- | --------------------------------- | ---------------------- | ---------------------- |
|                        |                        | Hafnerbach                        |                        | Prinzersdorf           |
|                        |                        |                                   |                        |                        |
| Haunoldstein (B1)      | Gerersdorf (B1)        |                                   |                        |                        |
|                        |                        |                                   |                        |                        |
| Hürm                   |                        | Sankt Margarethen an der Sierning |                        |                        |

- Gemeinsame Normdatei: 4811319-0
- Virtual International Authority File: 235247384
- WorldCat: E39PBJB8tYjk6j4YVpkyJxKDbd

Altlengbach · Asperhofen · Böheimkirchen · Brand-Laaben · Eichgraben · Frankenfels · Gerersdorf · Hafnerbach · Haunoldstein · Herzogenburg · Hofstetten-Grünau · Inzersdorf-Getzersdorf · Kapelln · Karlstetten · Kasten bei Böheimkirchen · Kirchberg an der Pielach · Kirchstetten · Loich · Maria-Anzbach · Markersdorf-Haindorf · Michelbach · Neidling · Neulengbach · Neustift-Innermanzing · Nußdorf ob der Traisen · Ober-Grafendorf · Obritzberg-Rust · Perschling · Prinzersdorf · Pyhra · Rabenstein an der Pielach · Schwarzenbach an der Pielach · St. Margarethen an der Sierning · Statzendorf · Stössing · Traismauer · Weinburg · Wilhelmsburg · Wölbling